# Křižánky
Křižánky (en allemand : Krischanek) est une commune du district de Žďár nad Sázavou, dans la région de Vysočina, en République tchèque. Sa population s'élevait à 402 habitants en 2020.

## Géographie
Křižánky se trouve à 3,8 km au sud-est de Svratka, à 16,5 km au nord-est de Žďár nad Sázavou, à 47 km au nord-est de Jihlava et à 175 km à l'est-sud-est de Prague.
La commune est limitée par Svratka au nord, par Březiny et Krásné à l'est, par Sněžné au sud, et par Herálec à l'ouest.

## Histoire
La première mention écrite de la localité date de 1392.

## Administration
La commune se compose de trois quartiers :
- České Křižánky
- České Milovy
- Moravské Křižánky

## Transports
Par la route, Křižánky se trouve à 4 km de Svratka, à 25,5 km de Žďár nad Sázavou, à 69 km de Jihlava et à 159 km de Prague.